# Чинарёва, Тамара Фёдоровна
Тамара Фёдоровна Чинарёва (24 апреля 1949 года, Саратов — 23 мая 1997 года, Хабаровск) — русская писательница.

## Жизнь и творчество
Тамара родилась 24 апреля 1949 года в Саратове, в простой семье рабочих. Кроме неё, в семье рос брат.  В школе училась хорошо, но особенно любила литературу и биологию. Занималась в экологическом центре, ухаживала за животными. Окончила филологический факультет Саратовского университета имени Чернышевского. Литературное творчество начала со стихов. Первые из них были опубликованы в молодёжной газете Саратова. По окончании университета, по распределению в 1971 году приехала работать в Хабаровск. Не один год проработала Т.Ф. Чинарёва в детской редакции местного радиовещания.  Была редактором передачи для подростков «Романтики». Будущая писательница много путешествовала по Хабаровскому краю. Постоянные командировки давали много материала не только для репортажей и очерков. Помимо радиожурнала «Романтики», Тамара Чинарёва стала готовить литературные передачи.

## Литературное творчество
Литературным творчеством Чинарёва стала заниматься, ещё тогда,  когда работала на радио. Первые из них были опубликованы в молодёжной газете г. Саратова. Позднее её произведения о детях и для детей печатались в журналах «Дальний Восток», «Уральский следопыт», «Костёр». Первая повесть Чинарёвой «Однажды в Шишкино весной» была опубликована в журнале «Костёр» в 1982 году. А первая её книга — повесть-сказка «Переулок Птичий, дом 1» вышла в том же году в г. Хабаровске.
- В 1984 г. — «Однажды в Шишкино весной…», написанная на основе документального материала, собранного во время журналистских командировок на БАМ.
- В 1985 году — «Прощайте, белые медведи».
- В 1985 г. Тамару Чинарёву принимают в члены Союза писателей СССР. Она была участником I Всероссийского совещания молодых детских и юношеских писателей, 8-го Всесоюзного совещания молодых писателей.
- В 1986 г. — повести:
  - «Первоклассники»,
  - «Деревня сверчка Питирима».
- В 1986  Тамара Федоровна стала победителем литературного конкурса в журнале «Костёр», установленном  ЦК ВЛКСМ за лучшие произведения, напечатанные в 1986 году, и получила премию за повесть «Как Пантюшкин телевизор искал».
- В 1988 году в Хабаровском книжном издательстве вышла книга «Портфель чемпиона».
- С 1988 года, произведения Чинарёвой стали печататься в московском издательстве «Малыш». Это:
  - «Петина фотография»,
  - «Первоклассники»,
  - «Командир в полоску».

## Детский концерн «Броколли»
В 1993 году Тамара Чинарёва совместно с Керен Льюис, американской художницей регистрирует детский концерн «Броколли» с целью эстетического развития детей, организации их досуга, издательской деятельности. В 1996 году был признан лучшим творческим коллективом на 1-й Международной детской экологической выставке.
В течение двух лет «Броколли» под руководством Тамары Чинарёвой издавал детскую  газету «ДЕТИктив».  Её иллюстрировали и продавали сами дети.
В 1995 году Тамара Чинарёва и Керен Льюис под эгидой «Брокколи» организовали экспедицию игрушек «Сиэтл – Хабаровск», в результате которой было собрано и передано в детские больницы, детские дома и интернаты 2000 игрушек.
 
А 23 мая 1997 года её не стало.

## Произведения Тамары Федоровны Чинарёвой

### Отдельные издания и рецензии на них
- «Переулок Птичий, дом 1», Повесть-сказка. — Хабаровск: Кн. изд-во, 1982. — 96 с: ил.
- Рец.: Осипова Э. «Доброе начало»//Дал. Восток. — 1983. — № 3. — С. 155–157;
- Рябов В. «В зеркале сказки» //Тихоокеан. звезда — 1983. — 14 мая.
- «Однажды в Шишкино весной», Повесть. — Хабаровск: Кн. изд-во, 1984. — 128 с.
- Рец.: «Трофимова И.» //Дет.лит. — 1986. — № 4. — С. 73–74.
- «Прощайте, белые медведи», Рассказы о первоклассниках [для младшего школьного возраста]. — Хабаровск: Кн. изд-во, 1985. — 62 с.
- «Первоклассники», [Рассказы: Для дошкольного возраста]. — М.: Малыш, 1986. — 33 с. — цв. ил.
- «Портфель чемпиона», Повести и рассказы. — Хабаровск, Кн. Изд., 1988, 144с.
- «Деревня сверчка Питирима», Хабаровск, Кн. изд.,1996

### Из публикаций в периодической печати
- «Сколько стоит лошадь»? — очерк. — Журнал «Уральский следопыт», 1982, июнь
- «Придёт серенький волчок», Повесть//Дал. Восток — 1984 — № 3. — С. 19–45.
- «Как Пантюшкин телевизор искал», Повесть//«Костёр» — 1986 — № 6–9.